# Heinrich Barucher
Heinrich Barucher (* um 1390; † nach 1440) war ein Gelehrter des Benediktiner-Ordens und ab 1417 Lehrer für Kirchenrecht an der Artistenfakultät der Universität Wien.
Der in Humanistenkreisen tätige Theologe war lange Zeit Pfarrer im oberösterreichischen Peuerbach, wo er zum Förderer zahlreicher begabter Buben wurde. Sein bekanntester Schützling war der spätere Hofastronom von Kaiser Friedrich III., Georg von Peuerbach, dem er vor seiner Immatrikulation in Wien (1446) eine gediegene Ausbildung in einer Klosterschule vermittelte.
Schon 1422 gelang es Barucher, den ersten Peuerbacher Studenten an der Wiener Alma Mater unterzubringen, und bis 1440 folgten zwölf weitere. Die Aufmerksamkeit der Verantwortlichen für Talente hielt auch nach Baruchers Tod an, sodass bis 1500 insgesamt 67 junge Peuerbacher in Wien studieren konnten.